# Rinyakovácsi
Rinyakovácsi község Somogy vármegyében, a Kaposvári járásban.

## Fekvése
Nagyatádtól északkeletre, Jákó, Gige és Csököly közt fekszik, közigazgatási területén áthalad a Nagybajom-Kadarkút közti 6618-as út, de központja csak az abból nyugat felé kiágazó 66 154-es számú mellékúton érhető el.

## Története
Rinyakovácsi nevét a 14. század elején említették először az oklevelek, neve 1332-1337 között már szerepelt a pápai tizedjegyzékben is, mely szerint már plébániája is volt. 1421-ben Illyemindszenti János itteni birtokait Zsigmond királytól a Tamási család nyerte adományul. 1448-ban Kowaczy módon írva említették az oklevelekben, az Ellyevölgyiek birtokaként, majd 1536-ban a Fórys család és Ellyewelgyi László birtoka volt, 1550-ben pedig Alya Mátyás és Fórys Miklós voltak a földesurai. Az 1554 évi adólajstromban – már Kovácsi írásmóddal – csak 4 házzal írták össze, 1571-ben pedig 5 házzal, majd a 16. század végén elpusztult és csak 1720-ban kezdett újból benépesülni, és mint puszta Gigéhez tartozott. 1726-tól a herczeg Esterházyaké volt. 
A 20. század elején Somogy vármegye Nagyatádi járásához tartozott.
1910-ben 335 magyar lakosa volt. Ebből 83 római katolikus, 244 református, 6 izraelita volt.

## Közélete

### Polgármesterei
- 1990–1994: Orbán Margit (független)[3]
- 1994–1998: Orbán Margit (független)[4]
- 1998–2002: Orbán Margit (független)[5]
- 2002–2006: Orbán Margit (független)[6]
- 2006–2010: Orbán Margit (független)[7]
- 2010–2014: Orbán Margit (Fidesz-KDNP)[8]
- 2014–2019: Balogh Géza (Fidesz-KDNP)[9]
- 2019–2024: Balogh Géza (Fidesz-KDNP)[10]
- 2024– : Balogh Géza (Fidesz-KDNP)[1]

## Népesség
A település népességének változása:
| Lakosok száma | 154  | 158  | 175  | 182  | 184  | 177  | 175  |
|               | 2013 | 2014 | 2015 | 2021 | 2022 | 2023 | 2024 |

A 2011-es népszámlálás során a lakosok 100%-a magyarnak, 34,5% cigánynak mondta magát (a kettős identitások miatt a végösszeg nagyobb lehet 100%-nál). A vallási megoszlás a következő volt: római katolikus 79,7%, református 6,8%, felekezet nélküli 6,1% (7,4% nem nyilatkozott).
2022-ben a lakosság 97,8%-a vallotta magát magyarnak, 41,8% cigánynak, 1,1% horvátnak, 0,5% egyéb, nem hazai nemzetiségűnek (2,2% nem nyilatkozott; a kettős identitások miatt a végösszeg nagyobb lehet 100%-nál). Vallásuk szerint 67,9% volt római katolikus, 3,8% református, 1,1% egyéb katolikus, 14,7% felekezeten kívüli (12,5% nem válaszolt).

## Nevezetességei
- Református temploma - a 18. században épült.